# Birago Diop
Birago Diop, född 11 december 1906 i Ouakam, död 25 november 1989, var en senegalesisk författare, uppmärksammad både som novellist och poet. Diop utbildade sig i Dakar och tog 1933 en doktorsgrad i veterinärmedicin i Toulouse. Han arbetade därefter som chefsveterinär i Övre Volta, och har även varit Senegals ambassadör i Tunisien.

## Verk översatt till svenska
- Amadou Koumbas berättelser, 1979 (Urval och övers. ur förf:s Les contes d'Amadou Koumba ; Les nouveaux contes d'Amadou Koumba)